# Keo (fågel)
Ej att förväxla med papegojan kea.
Keo (Rhodinocichla rosea) är en säregen amerikansk tätting som numera placeras i den egna familjen Rhodinocichlidae.

## Utseende och läte
Keon är en medelstor tätting med en kroppslängd på 20 centimeter. Hanen är omisskännlig med ett kraftigt och långt ögonbrynsstreck, rosa bakom ögat och vitt framför. Ovansidan är brunsvart, kroppsidorna sotgrå och undersidan magenta, liksom vingens framkant. Honan liknar hanen men magentat är ersatt av ockra. Näbben är lång och något böjd, påminnande om en härmtrasts. Keons sång är en fyllig följd av klara toner som den unikt ibland avger i duett.

## Utbredning och systematik

### Systematik
Keo har ett brokigt taxonomiskt förflutet och har behandlats som både en härmtrast (Mimidae) och en tangara (Thraupidae), därav tidigare namn som trasttangara eller rosentangara. Sentida DNA-studier visar dock att arten inte är en medlem av någon av dessa två familjer. Istället tillhör den en helt egen utvecklingslinje, möjligen närmast på avstånd släkt med sporrsparvarna i Calcariidae. Tillsammans är de systergrupp till övervägande amerikanska familjer som trupialer, tangaror, kardinaler och skogssångare, men också fältsparvar. Keon placeras därför numera i den egna familjen Rhodinocichlidae.

### Underarter
Keon delas in i fem underarter med följande utbredning:
- Rhodinocichla rosea schistacea – förekommer i tropiska Stillahavskusten i Mexiko, från Sinaloa till Michoacán.
- Rhodinocichla rosea eximia – förekommer från Térraba Valley i sydvästra Costa Rica till västra Panama.
- Rhodinocichla rosea harterti – förekommer utmed västsluttningen av östra Anderna i centrala Colombia, från Bogotá till östra Tolima.
- Rhodinocichla rosea beebei – förekommer i Sierra de Perija, på gränsen mellan Colombia och Venezuela.
- Rhodinocichla rosea rosea – förekommer i nordvästra Venezuela, från Falcón till Caracas och Miranda.

## Levnadssätt
Arten förekommer i tät undervegetation i lövskog, ungskog och buskmarker. Den påträffas oftast i förberg mellan 500 och 1.500 meter. Den är rätt skygg och svår att på syn på när den ensam eller parvis ses hoppande födosöka på marken genom att vända blad med näbben på jakt efter både smådjur och växtmaterial. Häckning sker i juli i Mexiko och mellan januari och september i Costa Rica.

## Status och hot
Arten har ett stort utbredningsområde, men tros minska i antal, dock inte tillräckligt kraftigt för att anses vara hotad. Utifrån dessa kriterier kategoriserar internationella naturvårdsunionen IUCN arten som livskraftig (LC). Arten är relativt fåtalig, med en uppskattad världspopulation på färre än 50 000 individer.

## Namn
Fågeln har tidigare på svenska kallats rosentangara och trasttangara.